# PBS
Пи-Би-Ес (PBS; Public Broadcasting Service; Јавна радиодифузна служба) непрофитна је јавна телевизијска мрежа која броји 354 појединачне ТВ станице у САД. Седиште јој је у Арлингтону у савезној држави Вирџинији. PBS је основан 1969, те је преузела многе функције свог претходника, National Educational Television (NET, прев. Национална образовна телевизија). PBS је са емитовањем почео 5. октобра 1970.
Пи-Би-Ес је провајдер телевизијских програма према јавним телевизијским станицама у САД, који дистрибуира серије као што су НОВА, Улица Сезам, Њуз-аур, Masterpiece, итд.
PBS се финансира комбинацијом чланарина станица чланица, Корпорације за јавно емитовање, National Datacast, залога и донација приватних фондација и појединачних грађана. Сва предложена средства за програмирање подлежу скупу стандарда како би се осигурало да на програм нема утицају утицаја извори финансирања.
PBS има више од 350 телевизијских станица чланица, многе у власништву образовних институција, непрофитних група, независних или повезаних са једним локалним јавним школским округом или факултетском образовном установом, или субјеката у власништву или у вези са државном владом.

## Историја
су 3. новембра 1969. основали Хартфорд Н. Ган млађи (председник ), Џон Мејси (председник ), Џејмс Дај (последњи председник Националне образовне телевизије) и Кенет А. Кристијансен (председник одељења емитовања на Универзитету Флориде).
Мрежа је почела је са радом 5. октобра 1970. године, преузимајући многе функције своје претходнице, Националне образовне телевизије (NET), која се касније спојила са станицом WNDT у Њуарку, Њу Џерзи, и формиран је WNET. Године 1973, спојени су са Образовним телевизијским станицама.
Одмах након јавног обелодањивања скандала Вотергејт, 17. маја 1973, Одбор Вотергејта у Сенату Сједињених Држава започео је поступак; PBS је емитовао поступак широм земље, а коментатори су били Роберт Макнил и Џим Лехрер. Гоком седам месеци, потпуни ноћни програми изазивали су велико интересовање јавности и подигли профил новонастале мреже PBS.
PBS је 2019. најавио планове за пресељење свог седишта у нову зграду у Кристал Ситију у Вирџинији. PBS је тражио од Окружног одбора Арлингтона дозволу да дода свој лого на врх свог новог седишта, на коме је постављено ограничење од 40 година.
Према подацима из 2020. године, PBS има скоро 350 станица чланица широм САД.

## Лого
Тренутни лого је "П-глава", чија је прва верзија искоришћена 1971. године. Од 1998. стоји у кругу, постаје бела, са текстом "PBS" поред круга, а 2002. текст је модификован: S је модификован, и нови фонт је коришћен, иако "P" и "B" остају исти. 1984. године, логотип је окренут према десно, и мали делић је додат поред П-главе из 1971. 1989. лого је под стаклом. Џингл из 1993. није исти, јер није анимиран компјутером.